# قشلاق ملي حاجي همت (مقاطعة بيله سوار)
قشلاق ملي حاجي همت (بالفارسية: قشلاق ملی حاجی همت) هي منطقة سكنية تقع في إيران في أردبيل. يقدر عدد سكانها بـ 11 نسمة .